# Liste der Premierminister von St. Lucia
Liste der Premierminister von St. Lucia:
| Name                            | Lebensdaten | Amtszeit                              |
| ------------------------------- | ----------- | ------------------------------------- |
| John Compton                    | 1925–2007   | 22. Februar 1979 – 2. Juli 1979       |
| Allan Fitzgerald Laurent Louisy | 1916–2011   | 2. Juli 1979 – 4. Mai 1981            |
| Winston Francis Cenac           | 1925–2004   | 4. Dezember 1981 – 17. Januar 1982    |
| Michael Pilgrim (kommissarisch) | * 1947      | 17. Januar 1982 – 3. Mai 1982         |
| John Compton                    | 1925–2007   | 3. Mai 1982 – 2. April 1996           |
| Vaughan Allen Lewis             | * 1940      | 2. April 1996 – 24. Mai 1997          |
| Kenneth Anthony                 | * 1951      | 24. Mai 1997 – 15. Dezember 2006      |
| John Compton                    | 1925–2007   | 15. Dezember 2006 – 7. September 2007 |
| Stephenson King                 | * 1958      | 7. September 2007 – 30. November 2011 |
| Kenneth Anthony                 | * 1951      | 30. November 2011 – 7. Juni 2016      |
| Allen Chastanet                 | * 1960      | 7. Juni 2016 – 28. Juli 2021          |
| Philip Pierre                   | * 1954      | 28. Juli 2021 – amtierend             |